# Doug Lishman
Douglas Josh "Doug" Lishman (14. september 1923 - december 1994) var en engelsk fodboldspiller (angriber).
Lishman tilbragte størstedelen af sin karriere hos Arsenal, hvor han var med til at vinde det engelske mesterskab og FA Charity Shield i 1953. Han . Han nåede aldrig at repræsentere det engelske A-landshold, men spillede én kamp for landets B-landshold.

## Titler
Engelsk mesterskab
- 1953 med Arsenal

FA Charity Shield
- 1953 med Arsenal